# 陳湯
陳 湯（ちん とう、生没年不詳）は、前漢の人。字は子公。山陽郡瑕丘県の人。

## 略歴
書を好み博学で、文章を得意としたが、家は貧しく、地元では称えられなかった。官を求めて長安に行き、太官献食丞となった。富平侯張勃は彼と親交を持ち、才能を認めた。初元2年（紀元前47年）に秀才の推挙を求める詔が出されると、張勃は陳湯を推薦したが、陳湯が父の死の報を聞いても葬式に駆けつけなかったため、司隷校尉が陳湯と張勃を弾劾し、陳湯は獄に下され、張勃も封邑を削られた上に「繆侯」という悪諡を贈られた。
その後、陳湯は推薦されて郎となり、しばしば外国への使者となった。西域副校尉に遷り、西域都護甘延寿と共に西域へ向かった。
建昭3年（紀元前36年）、副校尉陳湯は西域都護甘延寿と共に、匈奴内の抗争に敗れた後康居にいて漢の西域支配を阻んでいた郅支単于を西域の兵を動員して倒そうと考えたが、皇帝への上奏を経ようとする甘延寿に対し、陳湯は独断で行うべきと主張し、命令を偽って西域の兵や都護配下の屯田兵を動員した。甘延寿は止めようとしたが陳湯が恫喝したため従うこととなり、西域・漢の兵4万を率いて郅支単于を攻め、郅支単于の首を取った。
竟寧元年（紀元前33年）、命令を偽り独断で兵を興したことや、甘延寿がかつて中書令石顕の姉との結婚を断っていたことから、丞相匡衡や中書令石顕は彼らへ恩賞を与えようとしなかったが、劉向の進言があり、元帝は甘延寿・陳湯の罪を許すと共に甘延寿を列侯に封じ、陳湯は関内侯とした。
成帝が即位すると、丞相匡衡は陳湯の独断専行や彼が鹵獲した財物を私したことを弾劾し、陳湯は罷免された。
陳湯は康居王が人質とした子は実の子ではないと摘発したが、これは事実ではなかったため陳湯は獄に下され、死罪に当たるとされた。太中大夫谷永が陳湯を弁護したため、爵位を剥奪するに留まり命を助けられた。
その後、西域都護段会宗が烏孫に包囲されるという事件があり、早馬で周辺諸国の兵を動員する許可を求めてきた。どうするべきか丞相の王商・大将軍の王鳳らが連日話し合ったが、結論が出なかった。王鳳が陳湯に意見を聞くことを申し出、成帝が陳湯を召し出した。陳湯は「憂うることではありません。5日以内には囲みが解けたという報告があるでしょう」と答え、4日後に実際に囲みが解けたという報告が届いた。王鳳は陳湯を従事中郎とし、王鳳の幕府の事は全て陳湯により決定された。
陳湯は王莽を列侯にすべきと上書したり、汚職で下獄した太守のために弁護するなど、金銭を受けて人のために上書をすることが多かった。
成帝は、陵墓を造り始めてから途中で場所を変え、延陵を造った。陳湯は初めの場所に陵をつくりそこに人々を移住させて新しい県を置くべきと考え、成帝に提案して容れられた。しかし、低地での工事が困難で、数年後に中止となった。陳湯は中止に不満であった。後、冬に黒竜が出現したことを聞き、天子がお忍びで宮殿を出入りしているためにあるべき出現の時が乱れているのだと解釈した。さらに加えて、いずれまた中止された陵のそばに移住することになると予言した。皇帝を批判したことが大不敬の罪とされ、過去の功績により減刑されて敦煌への流刑になった。後、西域で威名が轟いていることから安定郡に遷された。さらに後、議郎の耿育が彼を弁護したことから長安へ戻され、長安で死亡した。
元始5年（5年）、王莽は陳湯に恩を感じており、政権を握ると陳湯を破胡壮侯と諡し、子の陳馮を破胡侯とした。

## 陳湯が登場するフィクション

### 小説
- 松下寿治『天山疾風記―西域剣士列伝』富士見ファンタジア文庫、2002年11月